# 旅行地理検定
旅行地理検定（りょこうちりけんてい）は、旅行地理検定協会（JTB総合研究所が事務局として運営）が主催する検定試験。世界観光機関後援であり、受験料の一部は世界観光機関に寄付される。
2019年に実施される第50回試験までは、国内旅行地理検定試験と海外旅行地理検定試験の2種類が実施されているが、受験者の国籍も多様化していることから、2020年の第51回試験からはそれぞれ、日本・旅行地理検定と世界・旅行地理検定に名称変更され、階級も併せて変更された（後述）。
2024年、受験者数の減少を理由として、2025年6月実施の第58回をもって検定を終了することが発表され、協会自体も2026年3月31日を以て解散する事が発表された。

## 概要
観光関連業界（旅行会社・関係企業・団体）関係者および旅行愛好家を対象に、国内・海外の旅行地理の知識・教養レベルを判定する。第1回が開催された1995年から2018年までの受験者は延べ24万人。
各級毎に異なる試験問題が用いられ、会場試験は70％、インターネット試験は75％以上の正解率で合格となる。
1級の最高得点者は「旅行地理博士」として表彰される。第13回と第31回では、国内1級において満点（180点）者が出ている。通算5回表彰を受けると「旅行地理名誉博士」の称号が授与され、オリジナルの地球儀が贈られる。
2級から4級の各級では、会場試験に加え、インターネット試験も開催される（試験問題は同一）。インターネット試験は会場試験と比べ、合格基準が高く設定されているが、合格率はインターネット試験の方が高い場合が多い。団体受験も可能であり、この場合はインターネット試験と同様に国内2級と3級のように全ランクを複数受験することも可能である。
2020年に予定される第51回試験からは、それまでの4階級のうち1級を廃止し3階級に変更するとともに、名称を「上級」（2019年までの2級に相当）「中級」（同3級）「初級」（同4級）に併せて変更する。なお第50回試験以前の合格級の読み替えは行わず、そのまま1・2・3・4級となる。。
また試験会場についても、第50回までの6会場（札幌・仙台・東京・名古屋・大阪・福岡）のうち仙台会場を廃止、Web受験についても「中級」「初級」のみとする再編を行う。
併せて、旅行地理博士等の称号授与の再編も実施され、従来の表彰制度は、第50回をもって終了（ただし第50回で「旅行地理名誉博士」となった受験者、及び既に名誉博士のとして表彰された者の受験料の免除特典は、該当期間内は引き続き有効）、第51回試験以降は、「日本」「世界」別に、各回の「上級」の最高得点者を「旅行地理検定最高得点賞」として表彰する。

## 試験日
- 年2回行なわれる。概ね6月と12月頃。会場試験・インターネット試験ともに同日実施。

## 検定級と試験内容
- 以下は2019年まで有効。国内旅行地理検定試験と海外旅行地理検定試験で共通。

| 級  | 問題数・時間 | 出題範囲                    | 設定基準                                                                      | 受験料                                            | 備考                                                                                  |
| --- | ------------ | --------------------------- | ----------------------------------------------------------------------------- | ------------------------------------------------- | ------------------------------------------------------------------------------------- |
| 1級 | 180問・80分  | 主な観光ポイント約2,000個所 | 旅行地理について豊富な知識を有する プロとして高度な旅行案内業務ができる       | 3,800円                                           | 最高得点者は「旅行地理博士」として表彰状授与                                          |
| 2級 | 120問・60分  | 主な観光ポイント約1,200個所 | 旅行地理について標準以上の知識を有する 観光地全般にわたり旅行案内業務ができる | 3,300円（会場試験） 2,800円（インターネット試験） | 異業種からの旅行関連業界転職を目標とする社会人の目安                                  |
| 3級 | 90問・45分   | 主な観光ポイント約400個所   | 旅行地理について標準的な知識を有する 主要な観光地の旅行案内業務ができる       | 2,800円（会場試験） 2,300円（インターネット試験） | 旅行関連業界就職を目標とする学生の目安 旅行業務取扱管理者試験の観光地理問題と同レベル |
| 4級 | 70問・35分   | 主な観光ポイント約300個所   | 旅行地理について初歩的な知識を有する                                          | 2,800円（会場試験） 2,300円（インターネット試験） | 親子受験割引制度有（会場試験受験者限定。2名で4,000円）                                |

- 国内旅行地理検定試験の出題内容は、「自然景観」「都市」「温泉」「観光地・施設」「写真」。
- 海外旅行地理検定試験の出題内容は、「自然景観」「国・都市」「世界遺産」「観光地・施設」「写真」。
- 旅行案内業務に求められる知識を問う観点から、映画・歌謡曲・テレビCMの舞台や、アニメ・ゲームの聖地を問う問題も出題されている[10]。

2020年からは、試験時間が全階級60分に統一され、質問数は上級および中級は各100問、初級は80問となる。出題内容については2020年1月下旬以降ホームページで公開予定。また受験料は、会場試験、インターネット試験共通となり、上級5,000円、中級4,000円、初級3,000円にそれぞれ値上げされる。

## 沿革
初期は「鉄道旅行検定」（1998年 - 2003年の全9回）と「温泉検定」が、併せて実施されていた。現在と異なり、同一問題の得点によって取得級・認定級（1 - 8級）を決定する方式であった。のちに鉄道旅行検定と温泉検定は廃止され、同時に、各級毎に異なる試験問題が用いられる現行の方式に変更された。